# Chagnon
Chagnon es una comuna francesa situada en el departamento de Loira, en la región de Auvernia-Ródano-Alpes.

## Demografía
| 252 | 253 | 231 | 285 | 313 | 411 | 522 |
| Para los censos de 1962 a 1999 la población legal corresponde a la población sin duplicidades (Fuente: INSEE [Consultar]) |     |     |     |     |     |     |